# Галицький печерський Свято-Миколаївський чоловічий монастир «Галиця»

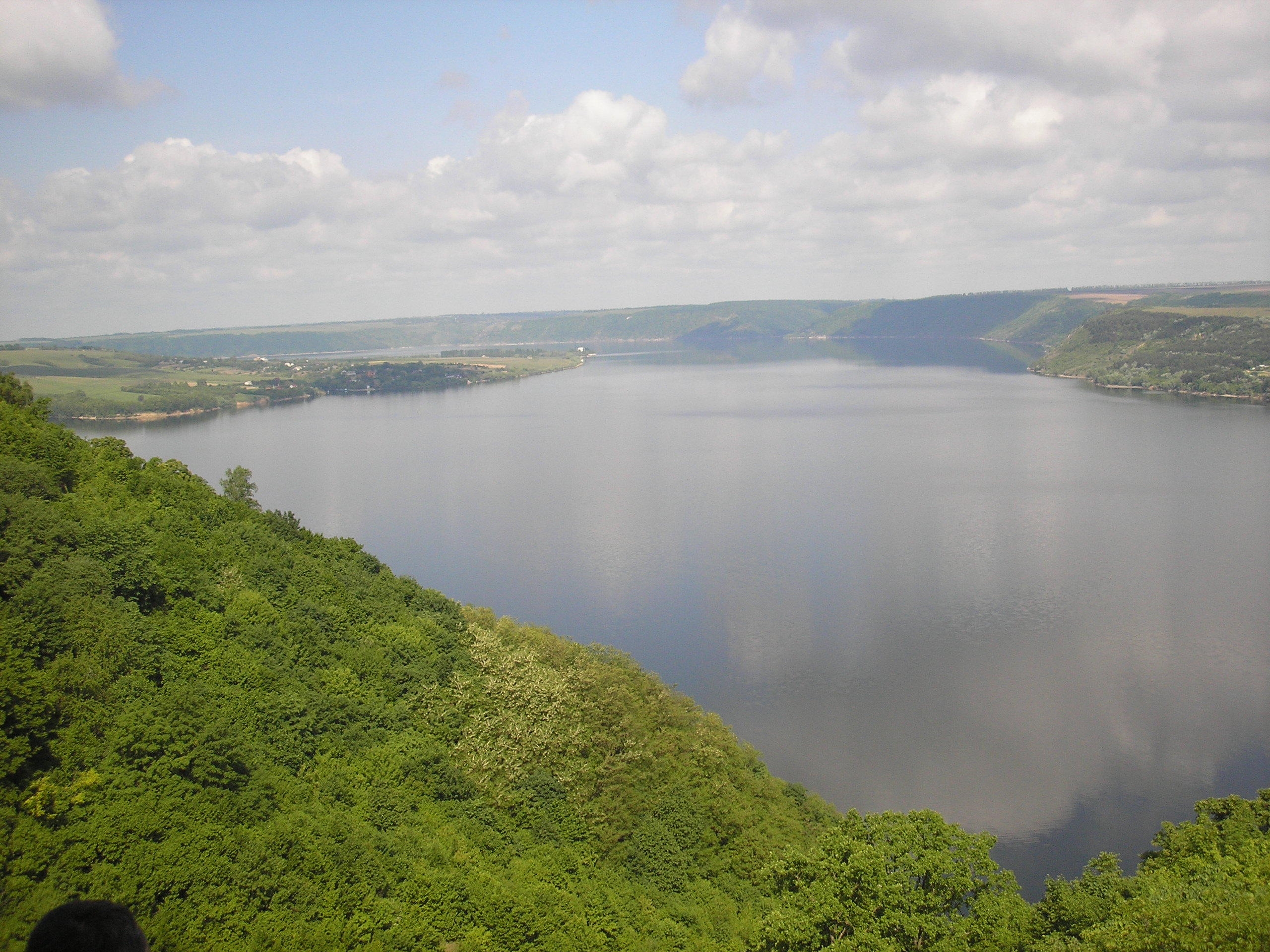
Вигляд з монастиря на Дністровське водосховище

Галицький печерський Свято-Миколаївський чоловічий монастир «Галиця» (Монастир «Галиця») — печерний чоловічий православний монастир під контролем УПЦ МП.

## Розташування обителі
Свято-Миколаївська обитель знаходиться на крайньому сході Чернівецької області. Розташована у північній частині села Галиця, на стінкоподібному правому березі Дністровського водосховища (120 м над його рівнем), поруч з територією національного природного парку «Хотинський».

## Передісторія обителі

### Дохристиянські часи
Проведеними у 1990-х рр. археологічними дослідженнями встановлено, що життя на території обителі та в її оточені (урочище «Труфанова Криниця», розташоване за кількасот метрів від сучасного монастиря) вирувало вже у 1 тисячолітті до н. е.. Свідченням цьому є віднайдені артефакти Чорноліської культури.
Більше того, археологія дає підстави стверджувати, що вже в IX ст. до н. е. у цьому місці був культовий об'єкт. Віднайдені поганські амулети свідчать про існування тут капища.

### Початок християнізації
Християнство прийшло у ці землі ще в апостольські часи. Апостол Андрій проповідував у землях Скіфії, у межах яких знаходилась і Буковина. Окремі джерела вказують, що в І ст. населенню Прикарпаття та Подністров'я християнство проповідував Апостол Павло.
За часів імператора Траяна, між жителями східних провінцій Римської імперії та представниками сусідніх племінних об'єднань виникали не тільки торгово-економічні, але й релігійно-культурні відносини. Християнські місіонери проникали не тільки в завойовані Римом землі, але і на суміжні території.
Остаточно християнство закріпилось на Буковині у часи Рівноапостольного Володимира Великого (980-ті), завдяки якому буковинські землі увійшли до складу Древньоруської держави, де воно стало державною релігією.

## Історія монастиря

### Заснування обителі
Перші монахи у місцевих печерах почали з'являтися вже в ХІ ст. Окремі частини церковного передання дають підстави вважати, що до заснування обителі має відношення Антоній Печерський.
Цікавою особливістю місцевих скель і печер, є те, що багато з них списані петрогліфами у вигляді християнських символів. Їх виникнення дослідники пов'язують з практикою (особливо у тогочасних монахів) залишати обитель на час Великого посту для усамітнення. Залишившись на одинці, ченці малювали (вирізали) хрести на каменях, і віддавалися молитві.
За гіпотезою дослідника Бориса Тимощука (1955), інтенсивний розвиток обителі почався в середині XII ст.. На той час монастир знаходився на околиці великого давньоруського городища Кучелмин, яке простягалося від сучасного монастиря більш як на 1 км у східному напрямку. Обживаючи нову обитель, ченці піддавали гроти архітектурній обробці та доповнювали печерний комплекс штучними скельними приміщеннями. Тепер тут налічується понад 20 природних, штучних та змішаних за походженням порожнин. Через певний час городище занепало, але в окрузі почали з'являтися інші поселення. За 2 км на північний захід від монастиря розвинулось поселення Непоротове, перша письмова згадка про яке датується 1447 роком. Трохи згодом, на південний захід виник вже й самий хутір Галиця.

### Молдавський період
Після загарбання Галицько-Волинської держави Польським королівством (1349) та входження Шипинської землі до складу Молдавського воєводства (1367) в обителі з'явилося дуже багато ченців з Галичини, які рятувались тут від переслідувань православ'я. Приблизно з того часу за монастирем закріпилася назва — «Галицький скит».
Активне чернече життя у монастирі вирувало до кінця XVIII ст., коли яничари сплюндрували обитель. В 1801 році ієромонах на ім'я Антоній з трьома ченцями спробували відродити святиню, але їм це не вдалося, і вже 1809 року обитель закрили. Сподіваючись, що з часом святиня відродиться, предстоятель Молдовської православної церкви Веніамін (Костаки) наказав Непоротівському пароху Занчевському регулярно здійснювати на місці «Галицького скиту» богослужіння.

### Російський період
Від свого початку монастир був освячений на честь вмч. Георгія Змієборця. Проте, в ніч на 9 травня 1820 року троє рибалок на Дністрі побачили у небі над колишньою обителлю вогняний хрест, а все навколо світилось маленькими зірочками (немов вогниками від багатьох свічок). Чудо продовжувалось близько години, після чого все припинилося. На ранок у місцевій (Непоротівській) церкві було досить людно у зв'язку з церковним святом («перенесення мощей свт. Миколая Чудотворця»). Після розповіді рибалок, місцевим парохом Тимофієм (Морецьким) разом з прихожанами було прийнято рішення здійснити Хресний хід до печерної церкви, який після цього став щорічною традицією.
1889-го р. печери відвідав вчений владика Димитрій (Самбікін). У 1904-1905 рр. приміщення обителі поновили, плануючи її відродити, але заселення ченців не відбулося. Спочатку відкладалося. А згодом розпочалася Перша світова війна.

### Румунський період
Під час румунської окупації Північної Буковини спроби відновлення «Галицького скиту» продовжувались. 1924-го р. Хотинський єпископ Віссаріон (Пую) дав вказівку єпархіальному архімандриту Мелхіседеку (Дімітрієву) у найкоротші терміни відкрити обитель. Але тривалий час не могли знайти, бажаючих подвизатися у печерах, ченців. Тільки в 1926 році ієромонах Сороцького скиту «Рудь» Антоній (Греку) виявив бажання настоятельствувати у Галицькому монастирі. Але, з огляду на похилий вік тривалий час керувати обителю новий ігумен не міг. На заміну йому, з того самого Рудського монастиря, був направлений ієромонах Євфимій (Ізмана), який так і не зміг тут прижитися, і дуже скоро покинув скит, практично нічого не зробивши.
Тільки в серпні 1928 року благословіння на керівництво обителю отримав ієромонах Протерій (Писаренко) з Сахарнського монастиря, що також розташований у скелях над Дністром. Звиклий до проживання в таких умовах новий настоятель, незважаючи на похилий вік, почав активно розбудовувати «Галицький скит». Згуртовані навколо нього кілька ченців, організували роботу обителі у суворій відповідності з монастирським статутом. З огляду на це, оновлений монастир став об'єктом уваги великої кількості паломників (навіть з-за меж краю). Вже 1929-го р. було повністю відновлено роботу монастирського храму, відремонтовано келії, куплено 5 га землі та 1 га лісу. В обителі подвизалися близько 15 ченців та кілька послушників.

### Радянський період
1940-ві рр. принесли населенню Північної Буковини звільнення від румунських загарбників. Край було приєднано до УРСР як Чернівецьку область.
Водночас, місцеву церкву, а особливо братію «Галицького скиту», очікували надзвичайно сумні часи. Проповідуючи «войовничий атеїзм», комуністичний режим розпочав справжній терор проти духовенства та чернецтва. За свідченням старожилів, в один з ранків 1944 року більшість насельників обителі у спідніх білих сорочках вивели на берег Дністра, і розстріляли. З 1948 року монастир повністю занепав.
На початку 1950-х рр. «Галицький скит» був приписаний до Монастиря «Хрещатик», але відновленим так і не був. Монастирська церква певний час діяла як парафіяльна, але згодом була закрита зовсім.

### Сучасність
Певне покращення у церковному житті розпочалося ще в 1988 році, після святкування Тисячоліття хрещення Руси. Але справжнє відродження церкви розпочалося після відновлення незалежності України. За відносно короткий час було відновлено багато культових споруд, закладено нові храми, монастирі тощо. Процес з відновленням «Галицького скиту» дещо затягнувся, оскільки в 1990-х у тих місцях працювала археологічна експедиція.
На початку 1999 року ієромонах Амвросій (Доник) з трьома ченцями «Хрещатицького монастиря», отримавши благословення від Онуфрія Березовського, почали відновлення святині у скелях над Дністром. Вже тогорічного Великодня було проведено службу у відновленій монастирській церкві.
28 грудня 1999 року рішення про відновлення Галицької обителі схвалив і синод УПЦ МП.
У наступних роках Миколаївську церкву було завершено, відбудовано келії, трапезну, господарські споруди, невеликий корпус, благоустроєно територію, проведено електрику. Для потреб братії державою було виділено 5 га сільськогосподарських угідь.
Сучасний «Галицький скит» живе за звичним монастирським статутом. В обителі подвизаються близько 15 ченців та кілька послушників.
Обитель складається з двох монастирських храмів — Св. Миколая Чудотворця (колишній св. вмч. Георгія) та прп. Антонія Великого (2003). У східній частині скиту знаходиться «Печера ченця-самітника», у якій добре збереглися сліди аскетичного побуту Божого угодника.
Крім того, монастирською братією сьогодні будується «Церква Св. вмч. целителя Пантелеймона» на території Чернівецької міської лікарні № 3.
У травні 2007 року, на престольне свято монастиря, за відродження святині та наполегливу працю з її розбудови, ігумен Амвросій (Доник) був возведений у сан архімандрита.

## Галерея

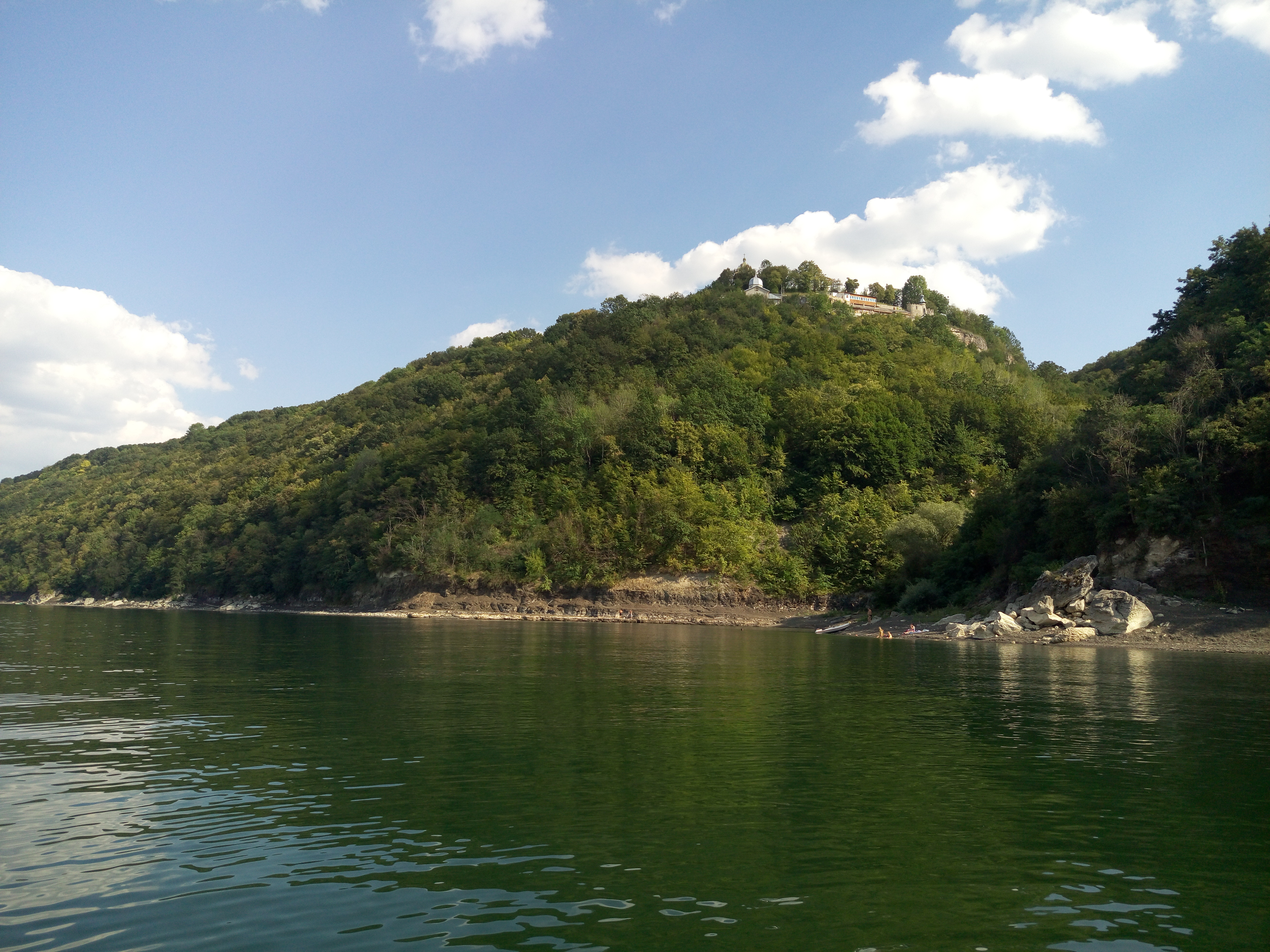